# Gavin Wilkinson
Gavin Wilkinson (5 de noviembre de 1973 en Auckland) es un entrenador de fútbol y exfutbolista neozelandés. 

## Carrera

### Como jugador
Debutó en el Waitakere City en 1992. Pasó al Perth Glory de Australia en 1996 y luego de rondar varios años por clubes asiáticos, llegó al Portland Timbers, donde se desempeñó desde 2001 hasta 2006, sin conseguir grandes logros.

#### Clubes
| Club                   | País           | Año         |
| ---------------------- | -------------- | ----------- |
| Waitakere City FC      | Nueva Zelanda  | 1992 - 1996 |
| Perth Glory            | Australia      | 1996 - 1999 |
| Double Flower FA       | Hong Kong      | 1999 - 2000 |
| Geylang United FC      | Singapur       | 2000        |
| Kilkenny City A.F.C.   | Irlanda        | 2000 - 2001 |
| Portland Timbers (USL) | Estados Unidos | 2001 - 2006 |

### Como entrenador
En 2007, un año después de su retiro del fútbol profesional, tomó las riendas del Portland Timbers, club que dirigió hasta su desaparición en 2010. En 2012 el ya renovado Portland Timbers, participante de la MLS, lo contrató de manera interina. Fue remplazado por Caleb Porter a principios de 2013.

#### Clubes
| Club                        | País           | Año         |
| --------------------------- | -------------- | ----------- |
| Portland Timbers (USL)      | Estados Unidos | 2007 - 2010 |
| Portland Timbers (interino) | Estados Unidos | 2012        |

### Selección nacional
Representó a Nueva Zelanda en 33 ocasiones. Disputó las Copas Confederaciones de 1999 y 2003.